# Lai
Lai, lay ou leich é uma forma musical monofônica do norte da Europa, mais comum na França e Alemanha entre os séculos XIII e XIV. Se baseia na forma poética de mesmo nome, cujas estrofes são desiguais. Consequentemente, o lai se estrutura em seções que não se repetem. O tratamento do ritmo e da melodia costumam ser muito livres e irregulares. No fim do século XIV alguns lais repetiam seções, mas apenas em obras de grande extensão. A forma chegou ao seu apogeu com Guillaume de Machaut, que deixou cerca de 20 exemplares, que estão entre suas peças mais sofisticadas.